# Chausseterre
Chausseterre é uma comuna francesa na região administrativa de Auvérnia-Ródano-Alpes, no departamento de Loire. Estende-se por uma área de 16,58 km². Em 2010 a comuna tinha 226 habitantes (densidade: 13,6 hab./km²).